# Commissione Lavoro - emigrazione - cooperazione - previdenza e assistenza sociale - assistenza post-bellica - igiene e sanità pubblica della Camera dei deputati
La Commissione permanente XI Lavoro - emigrazione - cooperazione - previdenza e assistenza sociale - assistenza post-bellica - igiene e sanità pubblica è stato un organo della Camera dei deputati della Repubblica italiana, istituito nella I legislatura della Repubblica Italiana. È stato poi diviso a partire dalla III Legislatura nelle Commissioni XIII Lavoro - assistenza e previdenza sociale - cooperazione e XIV Igiene e sanità pubblica.

## Composizione
La Commissione è composta da circa 45 deputati (di cui due segretari, due vicepresidenti e un presidente) scelti in modo omogeneo tra i componenti della Camera dei deputati, in modo da rispecchiarne le forze politiche presenti. Essi sono scelti dai gruppi parlamentari (e non dal Presidente, come invece accade per l'organismo della Giunta parlamentare): per la nomina dei membri ciascun Gruppo, entro cinque giorni dalla propria costituzione, procede, dandone comunicazione alla Presidenza della Camera, alla designazione dei propri rappresentanti nelle singole Commissioni permanenti.
Ogni deputato chiamato a far parte del governo o eletto presidente della Commissione è, per la durata della carica, sostituito dal suo gruppo nella Commissione con un altro deputato, che continuerà ad appartenere anche alla Commissione di provenienza. Tranne in rari casi nessun Deputato può essere assegnato a più di una Commissione permanente. Le Commissioni permanenti sono rinnovate dopo il primo biennio della legislatura ed i loro componenti possono essere confermati, ma i gruppi parlamentari possono cambiare i propri membri autonomamente in qualsiasi momento, sostituendoli, aggiungendoli o rimuovendoli, modificando di conseguenza anche il numero totale dei componenti della Commissione.

## Presidenti
| N° | Presidente | Presidente | Presidente                     | Gruppo parlamentare   | Mandato           | Mandato           | Legislatura |
| N° | Presidente | Presidente | Presidente                     | Gruppo parlamentare   | Inizio            | Fine              | Legislatura |
| --- | ---------- | ---------- | ------------------------------ | --------------------- | ----------------- | ----------------- | ----------- |
| XI Lavoro - emigrazione - cooperazione - previdenza e assistenza sociale - assistenza post bellica - igiene e sanità pubblica |            |            |                                |                       |                   |                   |             |
| 1 |            |            | Giuseppe Rapelli (1905-1977)   | Democratico cristiano | 15 giugno 1948    | 24 giugno 1953    | I (1948)    |
| XI Lavoro - emigrazione - cooperazione - previdenza e assistenza sociale - assistenza post-bellica - igiene e sanità pubblica |            |            |                                |                       |                   |                   |             |
| - |            |            | Giuseppe Rapelli (1905-1977)   | Democratico cristiano | 1º luglio 1953    | 27 settembre 1955 | II (1953)   |
| 2 |            |            | Ferdinando Storchi (1910-1993) | Democratico cristiano | 28 settembre 1955 | 11 giugno 1958    | II (1953)   |